# BMP-2
Sovětské bojové vozidlo pěchoty BMP-2 bylo vyvinuto v sedmdesátých letech 20. století na podkladě zkušeností se strojem BMP-1. Sériově se začalo vyrábět roku 1976.
Modernizace se týká hlavně zbraňových systémů a ochrany vozidla. Patří sem nová dvoumístná věž, kde se nachází stanoviště velitele a střelce-operátora. Je vybaveno 30 mm rychlopalným kanónem 2A42, který byl schopen vést střelbu i na vzdušné cíle a 7,62mm zajišťovacím kulometem PKT. Také má stabilizátor, který jeho předchůdci chyběl. Na věži se nachází nosič protitankových řízených střel, který používá rakety AT-4 Spigot a AT-5 Spandrel. Výroba BMP-2 byla reakcí na kritiku západních zemí, které BMP-1 považovaly pro jeho silnou výzbroj za lehký tank,[zdroj⁠?!] a kritizovaly Sovětský svaz za zintenzivnění zbrojení. Tak jako jeho předchůdce je BMP-2 obojživelné a umožňuje plavbu po vodě.
V Československu byla vozidla vyráběna v licenci pod označením BVP-2.

## Varianty
- BMP-2 základní verze
- BMP-2D je verze s přídavným pancéřováním přizpůsobená k instalaci odminovacího zařízení na spodní část čela korby, postrádající možnost plavby
- BMP-2E má 6 mm ocelové pláty na krytí pásů
- BMP-2K je velitelská verze s rozšířeným spojovacím zařízením
- BWP-2 je polská verze BMP-2
- BMP-2M verze s dodatečným granátometem AG-30
- BMP-II „Sarath“ je indická licenční verze BMP-2
- BMO-1 (bojevaja mašina ognemjotčikov) je transportní vozidlo pro plamenometnou jednotku vybavené 30 x93 mm napalmovými raketovými střelami RPO Šmel.
- BVP-2 – československá licence vozidla BMP-2

### Zbraňové vybavení

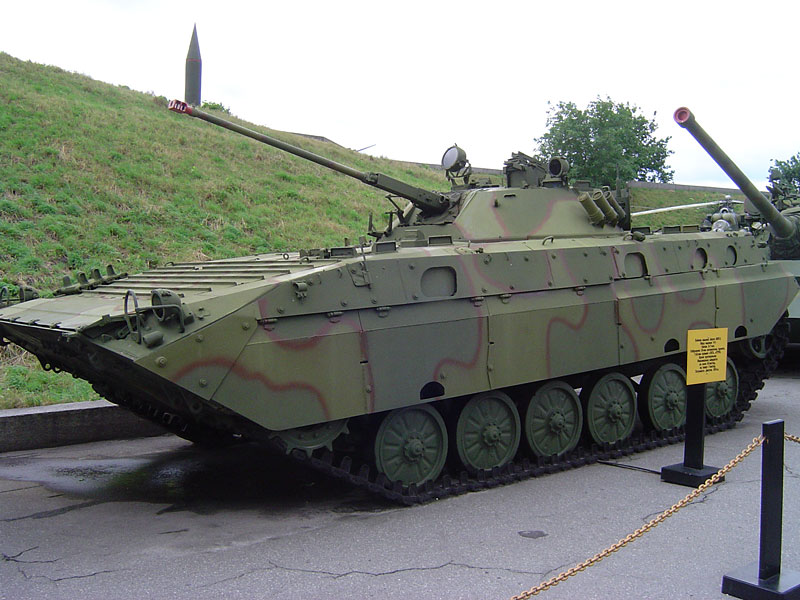
BMP-2D v muzeu v Kyjevě

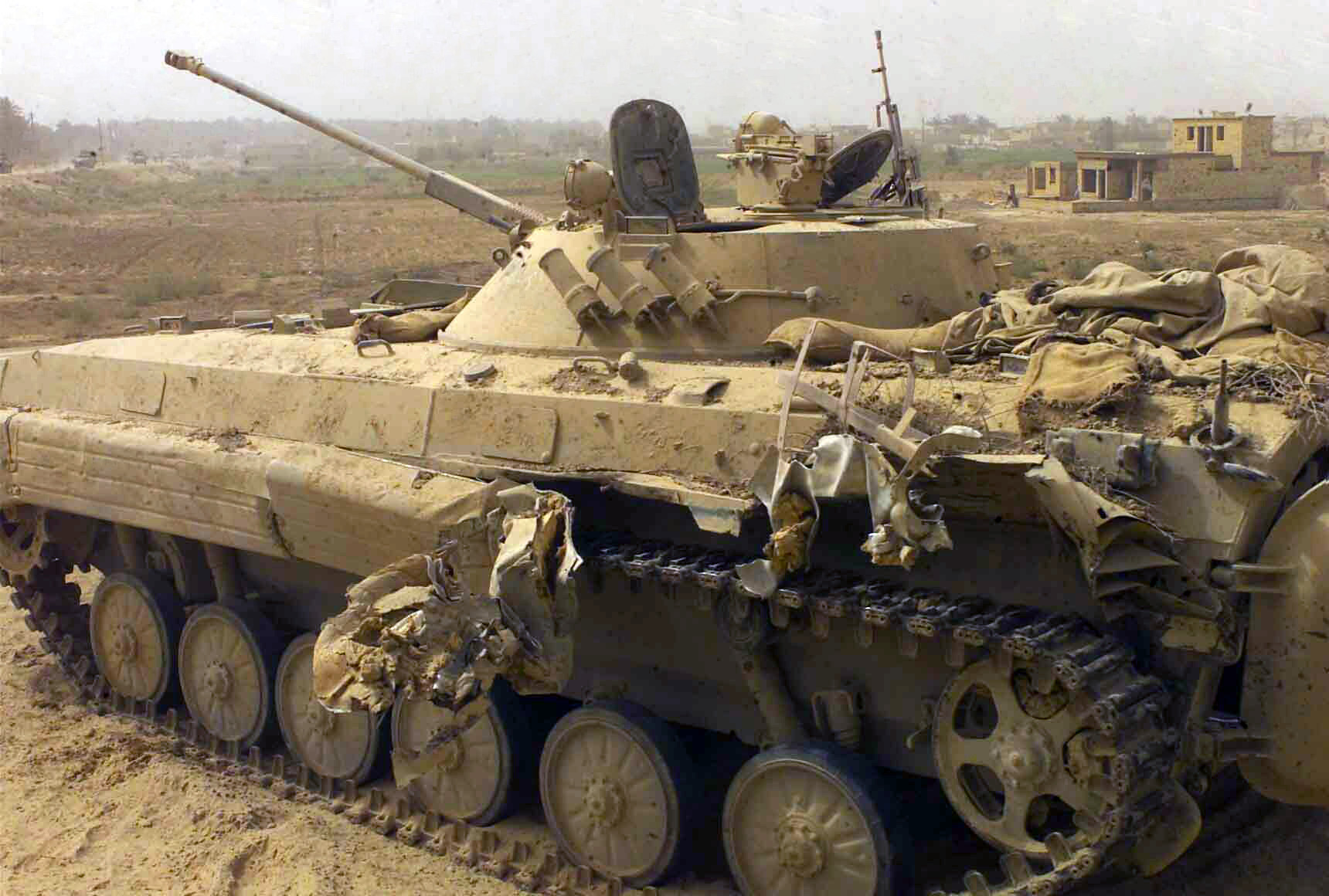
Poškozené BMP-2 v Iráku

| Automatický kanon 2A42     |                            |
| Ráže                       | 30 mm                      |
| Rychlost palby konstrukční | 550 ran/minuta             |
| Rychlost palby bojová      | 200 – 300 ran/minuta       |
| Palebný průměr             | 500                        |
| Stabilizátor               | ano                        |
| Elevační úhel              | -5° až +74°                |
| Dostřel efektivní          | 4000 m                     |
| Možnost palby za jízdy     | ano                        |
| Kulomet PKT                |                            |
| Ráže                       | 7,62 mm                    |
| Palebný průměr             | 2000                       |
| Účinný dostřel             | 1 300 m                    |
| Nosič protitankových raket |                            |
| Typ                        | 9P135M1/M3                 |
| Použitelné rakety          | AT 4 Spigot, AT 5 Sprandel |
| Navádění                   | SALCOS                     |
| Možnost demontáže          | ano                        |

## Uživatelé
- Afghánistán, Alžírsko, Angola, Česko, Slovensko, Finsko, Indie, Irák, Jemen, Jordánsko, Kuvajt.